# Illes Sandwich del Sud
Les illes Sandwich del Sud, constitueixen un arxipèlag de 310 km² situat a l'oceà Atlàntic Sud. Aquest arxipèlag està conformat per un arc d'11 illes volcàniques que avança cap a l'est. Són administrades pel Regne Unit com a part del territori d'ultramar de les Illes Geòrgia del Sud i Sandwich del Sud (en anglès:South Georgia and the South Sandwich Islands). L'arxipèlag és reclamat per la República Argentina que el fa part integral del Departament Illes de l'Atlàntic Sud dins de la província de Terra del Foc, Antàrtida i Illes de l'Atlàntic Sud.

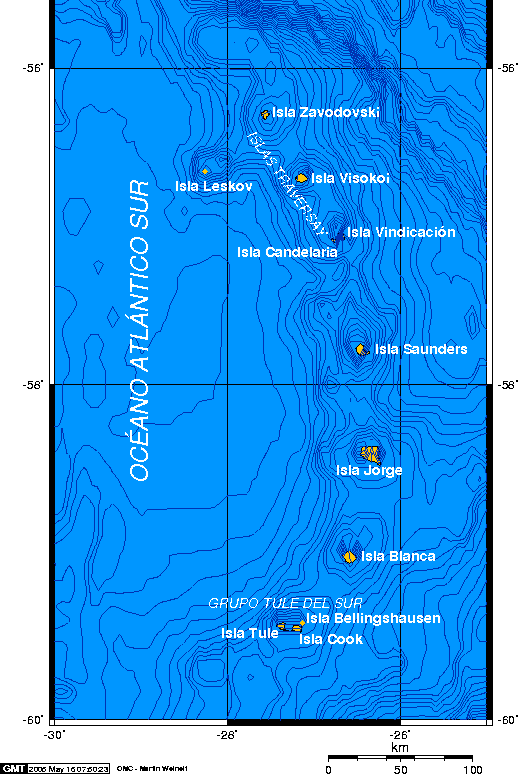
Mapa de les Sandwich del Sud.

## Illes
La següent taula mostra les illes Sandwich del Sud de nord a sud:
| Illa                        | Superfície (km²) | Punt culminant (m)     | Coordenades                              |
| Illes Traversay             |                  |                        |                                          |
| Illa Zavodovski             | 25               | Mont Curry (550 m)     | 56° 18′ S, 27° 34′ O / 56.300°S,27.567°O |
| Illa Leskov                 | 0,3              | Rudder Point (190 m)   | 56° 40′ S, 28° 08′ O / 56.667°S,28.133°O |
| Illa Visokoi                | 35               | Mont Hodson (915 m)    | 56° 42′ S, 27° 13′ O / 56.700°S,27.217°O |
| Illes Candlemas             |                  |                        |                                          |
| Illa Candlemas              | 14               | Mont Andròmeda (550 m) | 57° 05′ S, 26° 39′ O / 57.083°S,26.650°O |
| Illa Vindication            | 5                | Pic Quadrant (430 m)   | 57° 06′ S, 26° 47′ O / 57.100°S,26.783°O |
| Illes Centrals              |                  |                        |                                          |
| Illa Saunders               | 40               | Mont Michael (990 m)   | 57° 48′ S, 26° 28′ O / 57.800°S,26.467°O |
| Illa Montagu                | 110              | Mont Belinda (1370 m)  | 58° 25′ S, 26° 23′ O / 58.417°S,26.383°O |
| Illa Bristol                | 46               | Mont Darnley (1100 m)  | 59° 03′ S, 26° 30′ O / 59.050°S,26.500°O |
| Thule del Sud               |                  |                        |                                          |
| Illa Bellingshausen         | 1                | Pic Basilisk (255 m)   | 59° 25′ S, 27° 05′ O / 59.417°S,27.083°O |
| Illa Cook                   | 20               | Mont Harmer (1115 m)   | 59° 26′ S, 27° 09′ O / 59.433°S,27.150°O |
| Illa Thule (o Illa Morrell) | 14               | Mont Larsen (710 m)    | 59° 27′ S, 27° 18′ O / 59.450°S,27.300°O |
| Illes Sandwich del Sud      | 310              | Mont Belinda (1370 m)  |                                          |

Aquest arxipèlag és el més oriental de les Antilles del Sud, essent la seva base geològica la dorsal de Scotia, continuació submarina de la serralada dels Andes que reapareix en el continent antàrtic amb el nom d'Antartandes. Aquest cordó muntanyós té important activitat sísmica i volcànica a les Sandwich del Sud, ja que gairebé immediatament a l'est de l'arxipèlag es troba la zona de subducció submarina coneguda com a fossa de les Sandwich del Sud amb profunditats d'aproximadament 8.325 metres sota el nivell del mar. A l'oest les illes assenyalen el límit del mar de Scotia i, així mateix, pràcticament el de la placa tectònica Scotia.
Punts extrems de l'arxipèlag:
- Nord: 54° 14′ S, 27° 32′ O / 54.233°S,27.533°O (Punta Mejor a l'illa Zavodovski).
- Sud: 59° 28′ S, 27° 09′ O / 59.467°S,27.150°O (Punta Mar Tendida a l'illa Cook).
- Est: 58° 26′ S, 26° 13′ O / 58.433°S,26.217°O (Punta Matías de l'illa Montagu).
- Oest: 58° 38′ S, 28° 08′ O / 58.633°S,28.133°O (Punta Oest de l'illa Leskov).

## Geologia
Predominen roques modernes d'origen volcànic: basalt i andesita. A uns 50 km al nord-oest de l'illa Zavodovski a 26 metres sota el nivell de l'oceà s'ubica un con volcànic actiu que dona lloc a un banc anomenat Protector (els anglesos en diuen Protection Shoal).
El 10 de febrer de 2008 un petit terratrèmol de 6,5 a l'Escala de Richter va tenir el seu epicentre 205 km al SSE de l'illa Blanca. El 30 de juny de 2008 un altre terratrèmol de 7,0 a l'escala de Richter va tenir el seu epicentre 285 km a l'ENE de l'illa Bristol. Altres terratrèmols destacats a la zona van tenir lloc el 5 de gener de 2010 (entre 6,8 i 7 graus), el 15 de juliol de 2013 (7,3 en l'escala de Richter) o l'11 de març de 2014, (6,8 graus).

## Clima
Encara que està al nord del paral·lel 60°S,que per convenció estableix el límit dels territoris antàrtics, el grup de les Sandwich del Sud, com el de les Geòrgia del Sud, s'ubica dins de la Convergència Antàrtica. El clima és molt rigorós, fred, humit oceànic i molt ventós estant la major part de les illes cobertes de glaç i neu. A l'hivern el mar que envolta l'arxipèlag es manté congelat; les illes (a gener de 2009) es troben deshabitades.

## Flora
Existeixen molsesi líquens a les àrees descobertes de neu durant l'estiu, formant petites extensions de tundra.

## Fauna
En aquestes illes es poden observar les més grans colònies de pingüins del món, també s'hi troben foques, elefants marins, coloms antàrtics, petrells, corbs marins, gavines dominicanes, Skues. A les seves aigües abunda el krill i fins a inicis del segle xx també abundaven cetacis com la balena franca austral i el gegantí rorqual blau.

## Història
Les illes van ser anomenades en honor del Quart Comte de Sandwich, Primer Lord de l'Almirallat Britànic, afegint-les "del Sud", per distingir-les de les "illes Sandwich", ara conegudes com a Hawaii. S'atribueix a James Cook la primera observació d'aquestes illes el 30 de gener de 1775 a bord del vaixell HMS Resolution, més exactament les illes meridionals del mateix (Thule del Sud). Es presumeix que caçadors de foques van fer el primer desembarcament cap al 1818, després el navegant rus Fabian Gottlieb von Bellingshausen va descobrir les illes septentrionals, desembarcant el 24 de desembre de 1819 a l'illa Zavodovski, que va nomenar en honor d'Iván Zavodovski, capità del vaixell Vostok.
El primer establiment humà no es va realitzar sinó fins al 14 de desembre de 1955 quan l'Armada Argentina va inaugurar a l'illa Thule el Refugi Tinent Esquivel, tal refugi però devia ser abandonat pocs mesos després davant d'una erupció volcànica en una illa veïna. El 1976 la República Argentina va establir una estació naval a l'illa Tule / Morrell, essent aquest el primer assentament humà permanent construït a l'arxipèlag. La temporada següent, l'Estació Científica Corbeta Uruguai va obrir per a l'hivern. Va romandre activa fins al 20 de juny de 1982, quan el seu personal va ser desallotjat per la marina britànica a causa del seu paper com a base d'operacions en l'atac contra les Geòrgia del Sud. El gener següent, l'estació (excepte el refugi) va ser destruïda per les forces britàniques.
El Regne Unit va declarar la seva sobirania sobre les Sandwich del Sud el 1908, agrupant-les juntament amb altres territoris britànics a l'Atlàntic sud com Dependències de les illes Malvines. L'Argentina, que reclamava jurisdicció sobre aquesta zona, va assenyalar davant la pretensió britànica, la seva sobirania sobre les illes el 1948.